# ATTRACTION
『ATTRACTION』（アトラクシオン）は、1999年2月24日に発売された大貫妙子の通算18作目のスタジオ・アルバム。発売元はEASTWORLD / 東芝EMI。

## 概要
本作に収録された一部の曲はパリでレコーディングが行われた。その経緯として、ある日大貫が車を運転中にカー・ラジオから流れてきたフランスのポップグループ、リリキューブの曲を耳にし、彼らの音楽に興味を持ったことがきっかけとなっている。LILICUBは3曲の編曲と演奏に参加している。
M-4「昨日、今日、明日」は、ブラームスの「交響曲第3番 第3楽章」に詞を付けたもの。M-7「Mon doux Soleil」は、アルバム『LUCY』収録曲のリメイクヴァージョン。M-8「Cicada」は、セミの鳴き声と大貫のコーラスを中心とした曲。
M-5「四季」はMAX FACTOR ″ななこなでしこ″ CM曲として、M-9「風の旅人」は ″けいりん″ のCM曲として使用された。
2016年3月にはリマスター盤SHM-CDが発売され、2020年12月にはLPレコードが限定盤として発売された。

## 収録曲

### CD
| 全作詞: 大貫妙子（M-8を除く）、全作曲: 大貫妙子（M-4を除く）。 |                                             |                       |                       |                                           |      |
| #                                                              | タイトル                                    | 作詞                  | 作曲・編曲            | 編曲                                      | 時間 |
| 1.                                                             | 「Cosmic Moon」                             | 大貫妙子（M-8を除く） | 大貫妙子（M-4を除く） | Olivier Pryszlak                          | 6:16 |
| 2.                                                             | 「枯葉」                                    | 大貫妙子（M-8を除く） | 大貫妙子（M-4を除く） | LILICUB                                   | 4:54 |
| 3.                                                             | 「それとも／Pour un oui ou Pour un non」    | 大貫妙子（M-8を除く） | 大貫妙子（M-4を除く） | LILICUB                                   | 3:54 |
| 4.                                                             | 「昨日、今日、明日」(作曲: Johannes Brahms) | 大貫妙子（M-8を除く） | 大貫妙子（M-4を除く） | フェビアン・レザ・パネ                    | 4:21 |
| 5.                                                             | 「四季」                                    | 大貫妙子（M-8を除く） | 大貫妙子（M-4を除く） | フェビアン・レザ・パネ                    | 4:15 |
| 6.                                                             | 「Kiss The Dream」                          | 大貫妙子（M-8を除く） | 大貫妙子（M-4を除く） | (コーラスアレンジ) フェビアン・レザ・パネ | 2:50 |
| 7.                                                             | 「Mon doux Soleil」                         | 大貫妙子（M-8を除く） | 大貫妙子（M-4を除く） | LILICUB                                   | 4:00 |
| 8.                                                             | 「Cicada」                                  | 大貫妙子（M-8を除く） | 大貫妙子（M-4を除く） | -                                         | 0:58 |
| 9.                                                             | 「風の旅人」                                | 大貫妙子（M-8を除く） | 大貫妙子（M-4を除く） | 溝口肇                                    | 3:28 |
| 10.                                                            | 「Kiss The Dream／PIANO」                   | 大貫妙子（M-8を除く） | 大貫妙子（M-4を除く） | フェビアン・レザ・パネ                    | 2:45 |

### LP
| 全作曲: 大貫妙子（M-4を除く）。 |                                             |      |                       |                        |      |
| #                               | タイトル                                    | 作詞 | 作曲・編曲            | 編曲                   | 時間 |
| 1.                              | 「Cosmic Moon」                             |      | 大貫妙子（M-4を除く） | Olivier Pryszlak       | 6:16 |
| 2.                              | 「枯葉」                                    |      | 大貫妙子（M-4を除く） | LILICUB                | 4:54 |
| 3.                              | 「それとも／Pour un oui ou Pour un non」    |      | 大貫妙子（M-4を除く） | LILICUB                | 3:54 |
| 4.                              | 「昨日、今日、明日」(作曲: Johannes Brahms) |      | 大貫妙子（M-4を除く） | フェビアン・レザ・パネ | 4:21 |
| 5.                              | 「四季」                                    |      | 大貫妙子（M-4を除く） | フェビアン・レザ・パネ | 4:15 |

| 全作詞: 大貫妙子（M-3を除く）。 |                           |                       |            |                                           |      |
| #                               | タイトル                  | 作詞                  | 作曲・編曲 | 編曲                                      | 時間 |
| 1.                              | 「Kiss The Dream」        | 大貫妙子（M-3を除く） |            | (コーラスアレンジ) フェビアン・レザ・パネ | 2:50 |
| 2.                              | 「Mon doux Soleil」       | 大貫妙子（M-3を除く） |            | LILICUB                                   | 4:00 |
| 3.                              | 「Cicada」                | 大貫妙子（M-3を除く） |            | -                                         | 0:58 |
| 4.                              | 「風の旅人」              | 大貫妙子（M-3を除く） |            | 溝口肇                                    | 3:28 |
| 5.                              | 「Kiss The Dream／PIANO」 | 大貫妙子（M-3を除く） |            | フェビアン・レザ・パネ                    | 2:45 |

## 参加ミュージシャン
| Cosmic Moon - Keyboards, Acoustic Guitar, Background Vocals & Programming: Olivier Pryszlak - Piano: David Grumel - Voice: Dawn Williams - Chorus: 大貫妙子 枯葉 - Programming & Guitars: LILICUB - Trumpet: Christian Lechevretel - Drums: André Charlier それとも/Pour un oui ou Pour un non - Programming, Guitars & Background Vocals: LILICUB 昨日、今日、明日 - Strings: 篠崎ストリングス - Strings: 朝川朋之 - Oboe: 柴山洋 - Flute: 相馬充、旭孝 - Horn: 南浩之、中島大之 - Clarinet: 十亀正司、品川秀世 四季 - Strings: 篠崎ストリングス - Acoustic Guitar: 小倉博和 - Wood Bass: 高水健司 - Percussion: 藤井珠緒 | Kiss The Dream - Keyboards: Rob Mounsey - Wood Bass: Ron Carter - Percussion: Bashiri Johnson - Violin: 中西俊博 - Chorus Arrangement: フェビアン・レザ・パネ - Chorus: 大貫妙子 Mon doux Soleil - Programming, Guitars & Backing Vocals: LILICUB Cicada - Keyboards: フェビアン・レザ・パネ - Programming: 木本靖夫 - Chorus: 大貫妙子 風の旅人 - Strings: 篠崎ストリングス - Piano: フェビアン・レザ・パネ - Oboe: 柴山洋 Kiss The Dream/PIANO - Piano: フェビアン・レザ・パネ |

## 発売履歴
| 発売日        | レーベル            | 規格       | 規格品番   | 備考                 |
| ------------- | ------------------- | ---------- | ---------- | -------------------- |
| 1999年2月24日 | EASTWORLD / 東芝EMI | CD         | TOCT-24064 |                      |
| 2016年3月30日 | UNIVERSAL MUSIC     | SHM-CD     | UPCY-7103  | 高音質リマスター盤   |
| 2016年3月30日 | UNIVERSAL MUSIC     | 音楽配信   |            |                      |
| 2020年12月2日 | UNIVERSAL MUSIC     | LPレコード | UPJY-9126  | 初アナログ化・限定盤 |

## 参考資料
- オリコン『ALBUM CHART-BOOK COMPLETE EDITION 1970-2005』オリコン・マーケティング・プロモーション、2006年4月。ISBN 978-4-87131-077-2。
- 文:村尾泰郎『レコード・コレクターズ 2020 Vol.39, No.12』第39巻第12号、ミュージック・マガジン、2020年12月1日、64頁、雑誌19637-12。
- 大貫妙子『大貫妙子デビュー40周年アニバーサリーブック』河出書房新社、2014年6月20日。ISBN 978-4309274737。